# Флавий Вегеций Ренат
Публий Флавий Вегеций Ренат (на латински: Flavius Vegetius Renatus; Publius Flavius Vegetius Renatus) е военен историк и теоретик през края на 4 век.
Той произлиза от висшата аристокрация на Римската империя и е vir illustris и comes и християнин.
Неговото главно произведение Epitoma rei militaris (също: De Re Militari, „По военните въпроси“) от 5 книги е писано в миланския императорски двор и е посветено на Теодосий I (управлява 379 – 395) или вероятно на сина му Хонорий или на Теодосий II и Валентиниан III. По-късно пише Digesta Artis Mulomedicinae за лекуването на военните коне и животни.